# Huazamota
Huazamota es una localidad del estado mexicano de Durango. Es parte del municipio de Mezquital.

## Demografía
| Gráfica de evolución demográfica |
|                                  |

| Censo | Población |
| ----- | --------- |
| 1900  | 357       |
| 1910  | 397       |
| 1921  | 358       |
| 1930  | 410       |
| 1940  | 359       |
| 1950  | 679       |
| 1960  | 858       |
| 1970  | 698       |
| 1980  | 809       |
| 1990  | 805       |
| 2000  | 815       |
| 2010  | 877       |
| 2020  | 1253      |